# Puškinskaja (metropolitana di San Pietroburgo)
Puškinskaja (in russo Пушкинская?, traslitterazione anglosassone: Pushkinskaya) è una stazione situata sulla Linea Kirovsko-Vyborgskaja, la Linea 1 della Metropolitana di San Pietroburgo. È stata inaugurata il 30 aprile 1956.
Si tratta anche di una stazione di interscambio, con Zvenigorodskaja della Linea 5.